# 直立黄细心
直立黄细心（学名：Boerhavia erecta）为紫茉莉科黄细心属下的一个种。

## 扩展阅读
維基物種上的相關：直立黄细心